# AS-20

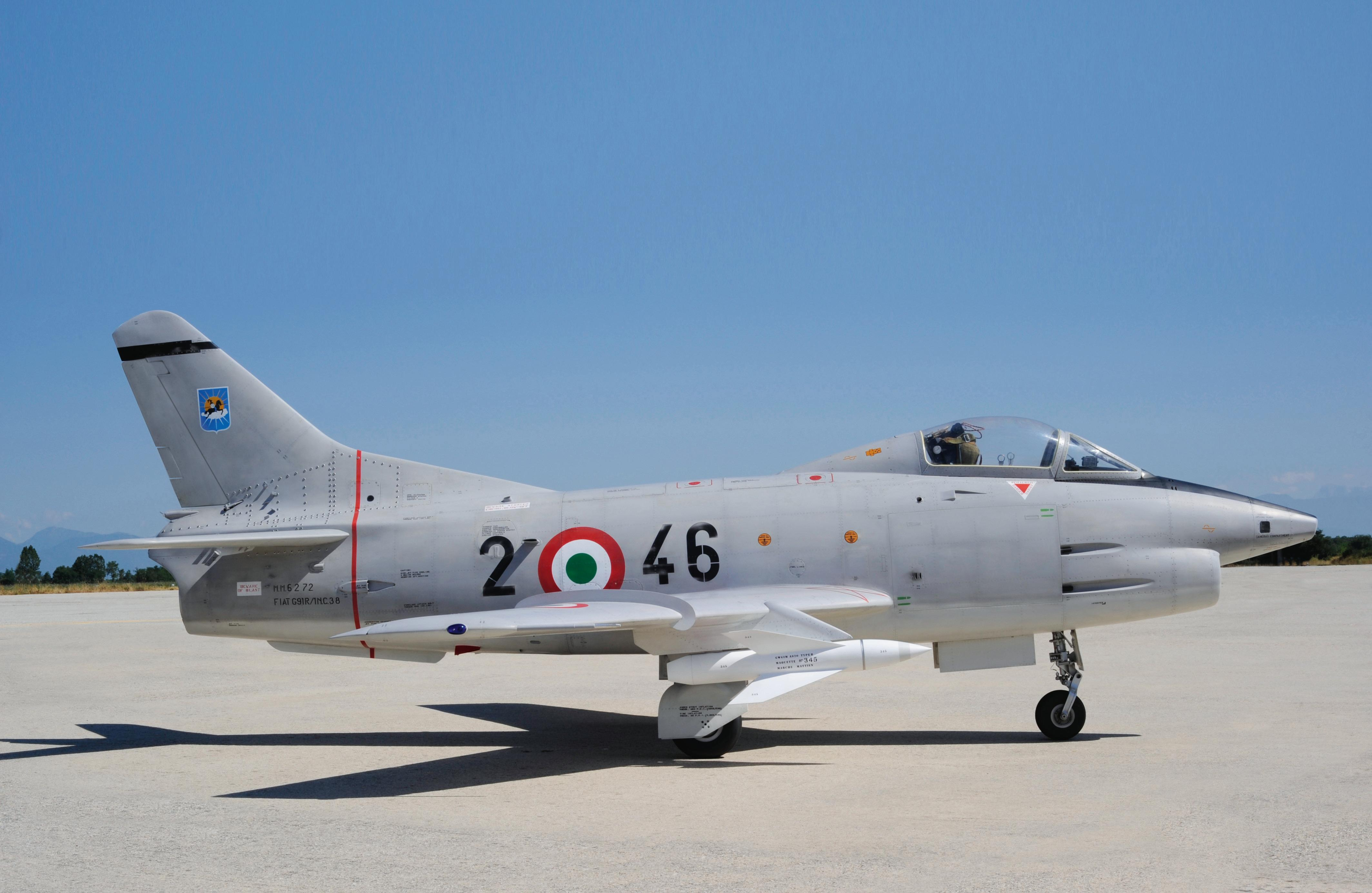
Un Fiat G.91 en exhibición con un modelo de misiles AS-20.

El AS-20 (Tipo 5110) fue un misil aire-superficie francés desarrollado a fines de los años cincuenta. Era parecido al misil estadounidense AGM-12 Bullpup.

## Desarrollo
El AS-20 se basó en un misil anterior aire Nord Aviation, el AA.20 (designado Tipo 5103). Solo se requirieron pequeños cambios para convertirlo en un misil aire-superficie, el tamaño de la ojiva se incrementó como resultado de reemplazar la gran espoleta de proximidad con una simple espoleta de impacto.

## Diseño
El AS-20 tenía cuatro aletas muy arqueadas, cruciformes en sección transversal alrededor de la sección media de su cuerpo. Utilizó un motor de cohete de combustible sólido de doble empuje, que se agotó a través de dos boquillas grandes durante la etapa de refuerzo, y una única boquilla de línea central durante la etapa de sostenido. El AS-20 usa una guía simple de MCLOS con el piloto alineando las bengalas en la parte trasera del misil con el objetivo y controlando el misil en vuelo después del lanzamiento con un pequeño joystick que envía comandos de dirección al misil a través de un enlace de radio. El comando de dirección dirige el misil de regreso a la línea de visión mediante el empuje vectorial por el movimiento de una de las cuatro paletas metálicas alrededor de la boquilla central de sustentación. El giro interno del misil le da a la unidad de comando de misiles, la posición correcta del misil en vuelo, y a cuál de las cuatro paletas de empuje actuar en el momento correcto.

## Historial operativo
Aproximadamente 8000 de los misiles fueron construidos, con el servicio de entrada de misiles en 1961. El AS-20 fue una de las armas principales del Fiat G.91 de la Fuerza Aérea de Alemania Occidental y la Fuerza Aérea Italiana durante los años 60 y 70. Fue eliminado del servicio en la mayoría de los países en la década de 1970, siendo reemplazado en Francia por el AS-30 más grande.

## Operadores

### Antiguos operadores
- Francia
- Alemania
- Italia
- Sudáfrica